# Rotemberk
Rotemberk – nieistniejący zamek w Czechach, na północ od miejscowości Habřina (powiat Hradec Králové, kraj hradecki), na grzbiecie o nazwie Na Hradě, na wysokości 305 m n.p.m.

## Historia
Wzgórze było zasiedlone już w prehistorii, a zamek był kontynuacją osady, która znajdowała się około kilometra na południe. Pierwsza wzmianka o zamku pochodzi z 1370, kiedy to jego właścicielem był Ješek z Neznášova, dobroczyńca kościoła w Semonicach. W latach 1389–1393 właścicielem zamku pozostawał Majnuš z Neznášova, a następnie jego potomkowie: Bavor, Petr i Čeňko. W 1457 obiekt odziedziczyła wdowa po Čeňku, Anna. W 1494 wymieniany jest kolejny właściciel, Bavor z Husířan, który od 1511 używał przydomka na Rotemberku. W 1565, za czasów syna Bavora, Jana, zamek stał się stolicą państwa smiřickiego. Od 1588 pozostawał pusty i z czasem jego relikty zanikły.
Reliktem nieistniejącego zamku jest nazwa Podhradní mlýn dla młyna u podnóża wzgórza zamkowego, udokumentowana w 1542 i obecnie przekształconego w budynek mieszkalny.

## Architektura
Zamek stał na zachód od Neznášov na wydłużonym cyplu, wystającym na zachód i opadającym na lewy brzeg rzeki Hustířanki. Otoczony był podwójnym wałem o nieregularnym zarysie. Największe fortyfikacje znajdowały się od wschodu, gdzie teren zamkowy otwierał się na sąsiedni płaskowyż. Na pozostałych stronach dostępu broniły bardzo strome stoki. W centrum założenia stała okrągła wieża. Studnia znajdowała się na południowym wschodzie.
Podczas badań archeologicznych przeprowadzonych w 1978 odkryto szczątki murów kamiennych i ceglanych oraz znaleziono ceramikę z XIV i XV wieku. Wyniki tego badania nie wpłynęły jednak na odtworzenie jego dokładnej budowy.